# بونینگشتدت
بونینگشتدت (به آلمانی: Bönningstedt) یک شهر در آلمان است که در Pinneberg واقع شده‌است. بونینگشتدت ۴٬۳۱۳ نفر جمعیت دارد.